# Dawndraco
Dawndraco (лат.) — род птерозавров из семейства птеранодонтид, живших во времена позднемеловой эпохи на территории Северной Америки.

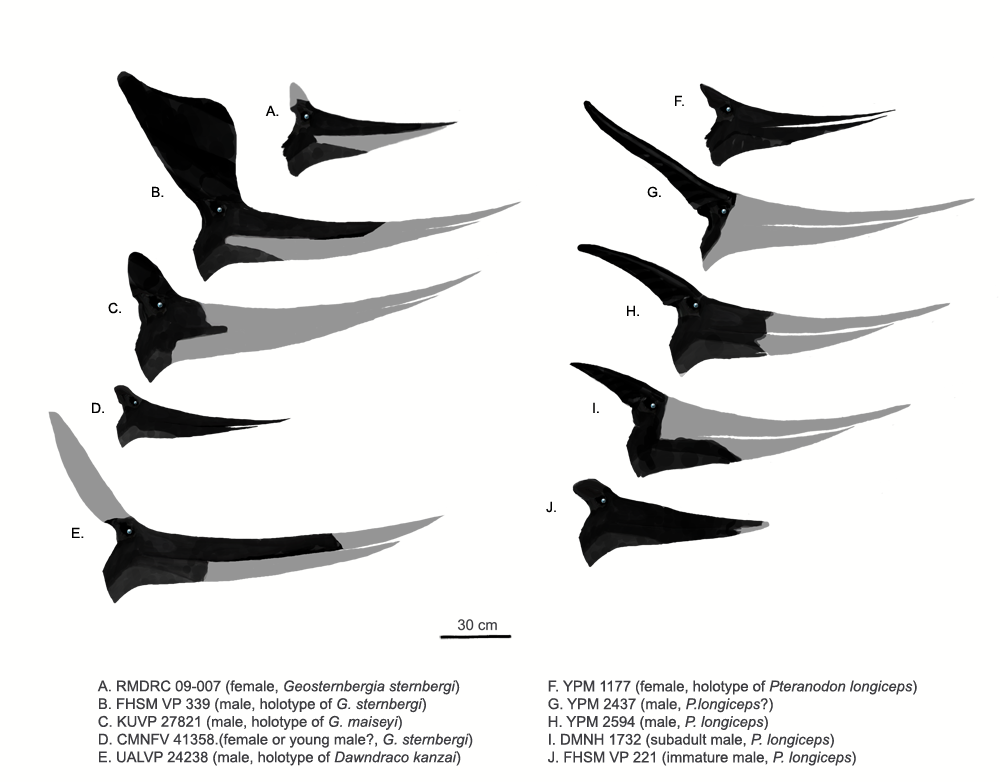
Разновидности анатомии черепа птеранодонтид, Dawndraco внизу слева (в масштабе; несохранившиеся участки показаны серым цветом)

Название придумал Александр Келлнер в 2010 году. Типовым и единственным видом является Dawndraco kanzai. Родовое наименование объединяет божество рассвета племени ирокезов с латинским словом draco — «дракон». Видовой эпитет отсылает к племени Kanza из Канзаса.
Dawndraco основан на голотипе UALVP 24238, частичном скелете с почти полным черепом и нижней челюстью. Его обнаружили в 1974 году Ричард С. Фокс и Аллен Линдо в породах нижней части свиты Смоки Хилл Чок формации Ниобрара в Ютике, штат Канзас. Эти породы датируются поздней коньякской — ранней сантонской эпохами (около 86 миллионов лет назад).
Ранее образец был отнесён к виду Pteranodon sternbergi. Однако, когда Келлнер в 2010 году соотнёс этот последний образец с родом Geosternbergia, он пришёл к выводу, что образец UALVP 24238 слишком отличается от него, чтобы списать изменения на индивидуальные различия или половой диморфизм, и потому создал отдельный род. Уникальной чертой Dawndraco является клюв — его верхняя и нижняя челюсти идут параллельно друг другу, и не сужаются к передней части, как у птеранодона. Далее Келлнер утверждал, что происхождение образца, среди каменных фрагментов которых присутствуют два голотипа птеранодона, подтвердило его интерпретацию морфологических различий как таксономических по своей природе, а не относящихся к росту или полу. Келлнер отнёс Dawndraco к кладе Pteranodontidae.
В подробном описании и обсуждении образца UALVP 24238 в 2017 году Элизабет Мартин-Силверстон с коллегами пришла к выводу, что D. kanzai не был отдельным родом или разновидностью птеранодона. Они показали, что его таксономические характеристики были подозрительными или ошибочными, и что стратиграфические аргументы, использованные для дальнейшего отличия D. kanzai от других птеранодонтид, были сомнительными по сравнению с геологическими диапазонами других видов Смоки Хилл Чок. Учёные пришли к выводу, что образец лучше интерпретируется как молодая (не полностью остеологически зрелая) особь более крупного самца Pteranodon sternbergi. Их интерпретация повторяет скептицизм, выраженный в пересмотре в 2010 году птеранодона другими исследователями, некоторые из которых продолжали использовать таксономию, использовавшуюся до 2010 года, когда обсуждали птеранодонтид Смоки Хилл Чок.